# Galeria d'art de Tbilisi
La Galeria d'art de Tbilisi (en georgià: თბილისის სამხატვრო გალერეა) forma part dels Monuments Culturals destacats de Geòrgia, i es troba a la capital Tbilisi, a l'avinguda Rustaveli. També és coneguda com la «Galeria Blava» o «Galeria Nacional».

## Història
La història de la Galeria Nacional d'Art de Tbilisi té quasi un segle d'antiguitat. La fundació està associada amb la famosa figura pública i artista georgià Dimitri Xevardnadze. Aquest esdeveniment es remunta a l'any 1920. A partir d'aquesta data, la galeria d'art serveix per al desenvolupament de les belles arts georgianes.
L'edifici en què es troba va ser construït el 1888 per decisió de l'emperador rus i el Museu Històric Militar Rus. S'hi va fundar també el Saló de la fama.
La primera exposició de la galeria d'art es va fer a l'octubre de 1920. La política d'exhibició de la galeria es va revelar en els primers anys: exposicions d'artistes georgians i estrangers, vells i nous períodes d'art i el que s'ha valorat o ha entrat al territori de Geòrgia.

## Arquitectura
La galeria entre els anys 1880 - 1883 va ser construïda per a l'exposició de la casa Mibadzvitaa. La façana de l'avinguda de Rustaveli té una decoració rica, amb característiques de l'art barroc. Al centre de l'edifici es troba l'entrada. Les dues sales que té la galeria tenen sostre de vidre i, per tant, estan il·luminades amb llum solar.

## Actualitat
Al 2007, la Galeria d'Art de Tbilisi es va unir al Museu Nacional de Geòrgia. Es va planificar una reconstrucció a gran escala de l'edifici de la galeria, que va resultar en millores de la façana central i l'espai d'exposició.

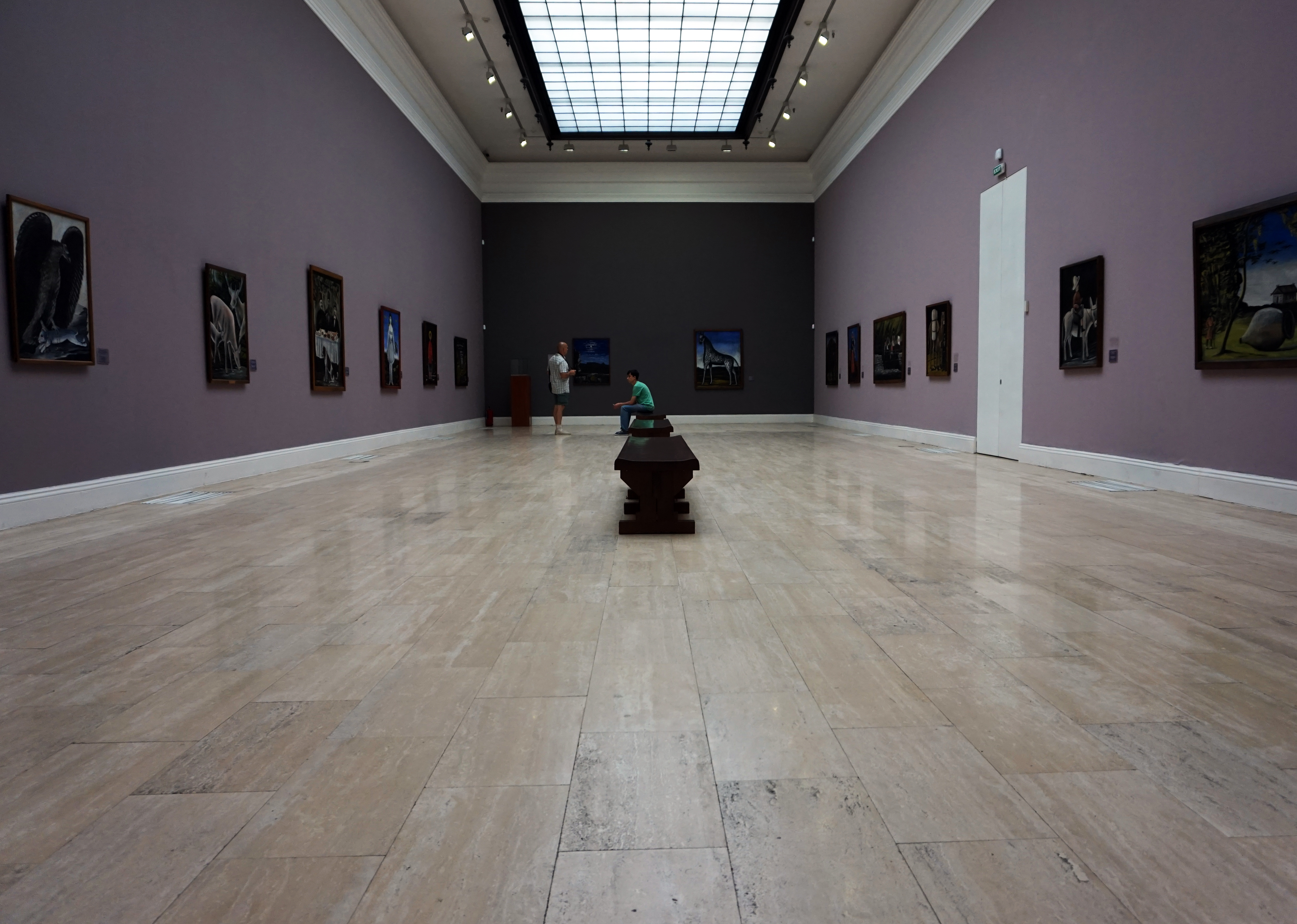
Exposició a l'interior de la galeria

L'edifici ha crescut també a compte del jardí. El nou espai expositiu va ser creat com a resultat de la reconstrucció. La galeria renovada consta de vuit sales, un laboratori de restauració, l'emmagatzematge necessari per organitzar exposicions temporals, espai de capacitació i botiga oberta. El projecte va ser desenvolupat per l'empresa d'arquitectura portuguesa Ainda Arquitectura.
La galeria és una de les exposicions centrals del Museu Nacional, on es poden veure obres mestres de l'art georgià. La Galeria d'Art de Tbilisi, el 7 de novembre de 2006, segons un decret del president de Geòrgia, va obtenir la categoria de Monument Cultural destacat de Geòrgia.

## Exposicions
El fons del museu manté 30.000 obres per a exposicions de cultura georgiana moderna, incloent-hi treballs de pintura, gràfics, art decoratiu aplicat i fotografia. La col·lecció principal són les obres de pintures i escultures georgianes clàssiques del segle xx. Entre ells es troba Niko Pirosmani, E. Nakhvidiani, D. Kakabadze, I. Gudiashvili i d'altres.